# Burg Neublankenheim
Die Burg Neublankenheim, auch Ruine Neublankenheim, ist die Ruine einer Höhenburg in der Eifel.

## Lage
Die Burg liegt in der Kalkeifel, einer naturräumlichen Teilregion der Nordeifel zwischen dem Hohen Venn und der Vulkaneifel in Rheinland-Pfalz, in unmittelbarer Nähe (etwa 150 Meter entfernt) südlich der Landesgrenze zu Nordrhein-Westfalen (Gemeinde Blankenheim). Sie befindet sich in der Gemarkung der Gemeinde Üxheim (Landkreis Vulkaneifel) etwa 2 Kilometer nördlich des Ortsteils Ahütte sowie nahe der Grenze zur Nachbargemeinde Nohn. Die Anlage steht auf einer Erhebung ca. 355 Meter über NHN und somit gut 20 Höhenmeter über dem Talgrund des wenige Meter weiter östlich verlaufenden Ahbachs nahe der Landesstraße 70.

## Geschichte
Die historischen Ursprünge der Burg liegen im Dunkeln, was zum einen darauf zurückzuführen ist, dass bisher keine Grabungen durchgeführt wurden, zum anderen kann auch eine Verwechselung mit der Burg Blankenheim in urkundlichen Nennungen nicht ausgeschlossen werden. Eine erste Erwähnung in einer Schenkungsurkunde von 1272 gilt daher für diese Burg als umstritten. Vielmehr wird eine Urkunde aus dem Jahr 1341 als älteste Quelle für die Burg angesehen, in der Markgraf Wilhelm I. von Jülich dem Gerhard V. von Blankenheim „sine nuwe burch Blankenheym“ als Erblehen übertragen hat. Fortan bleibt die Burg (überwiegend als Lehen) im Besitz der Herren von Blankenheim und wird u. a. von Friedrich von Blankenheim verwaltet. 1470 geht die Grafschaft Blankenheim nach mehrfachem Besitzerwechsel und Erbstreitigkeiten an Graf Dietrich III. von Manderscheid über, während zwischenzeitlich die Burg an die Herren von Mirbach übertragen wurde.
1521 beschreibt Dietrich von Mirbach die Burg Neublankenheim als „zerstört“ und fragt bei seinem Lehensherren, dem Grafen Johann von Manderscheid nach Hilfe für den Wiederaufbau an. In den Folgejahren wurde die Burg (offenbar, keine sicheren Quellenfunde) aufgrund ihrer abgeschiedenen Lage und der nicht zuletzt hieraus resultierenden strategischen Bedeutungslosigkeit nicht wieder aufgebaut. Um 1770 erwarb Herzog Karl Maria Raimund von Arenberg umliegende Ländereien und auch die Burgruine, so dass das Anwesen an das Herzogtum Arenberg überging. Nach der Besetzung der linksrheinischen Gebiete 1794 durch französische Revolutionstruppen gingen auch die Besitzungen des Herzogtum Arenberg aufgrund der Bestimmungen des Friedens von Lunéville an den französischen Staat über. Burg Neublankenheim wurde versteigert und befand sich fortan in Privateigentum. Heutiger Eigentümer ist der Landkreis Vulkaneifel (ehemals Landkreis Daun).

## Beschreibung
Die heute noch vorhandenen Reste der Burganlage bilden ein Rechteck mit einer Seitenlänge von etwa 40 × 20 Metern. Dieses wird im Norden begrenzt durch einen Burggraben, der den Burgplatz vom übrigen Höhenrücken abtrennt. Die Umfassungsmauern der West-, Süd- und Ostseite sind noch mehrgeschossig erhalten. Das Mauerwerk besitzt, abgesehen von der mächtigeren Südwand, eine Stärke von durchschnittlich 2 Metern. Die Umfassungsmauern besitzen etliche Fensteröffnungen und Scharten sowie eine auffällig große Bogenöffnung in der Südwand. Es sind noch Balkenlöcher sowie Reste des ursprünglichen Verputzes vorhanden. Im Norden ragt ein noch mehrere Meter hoher einzeln stehender Mauerpfeiler empor, der als Rest einer Innenwand angesehen wird.
Der markanteste Bestandteil der Ruine ist der noch immer der etwa 24 Meter hoch aufragende Bergfried an der südwestlichen Ecke der Anlage. Der Durchmesser beträgt etwa 5,5 Meter bei einer Mauerstärke von 1,5 Metern. Er besitzt den ungewöhnlichen Grundriss eines angenäherten Halbkreises, wobei die dem Inneren der Burganlage zugewandte Seite eine Gerade bildet. Die sich anschließende südliche Mauer besitzt eine Stärke von 3 Metern und ist damit die mächtigste der Burg.

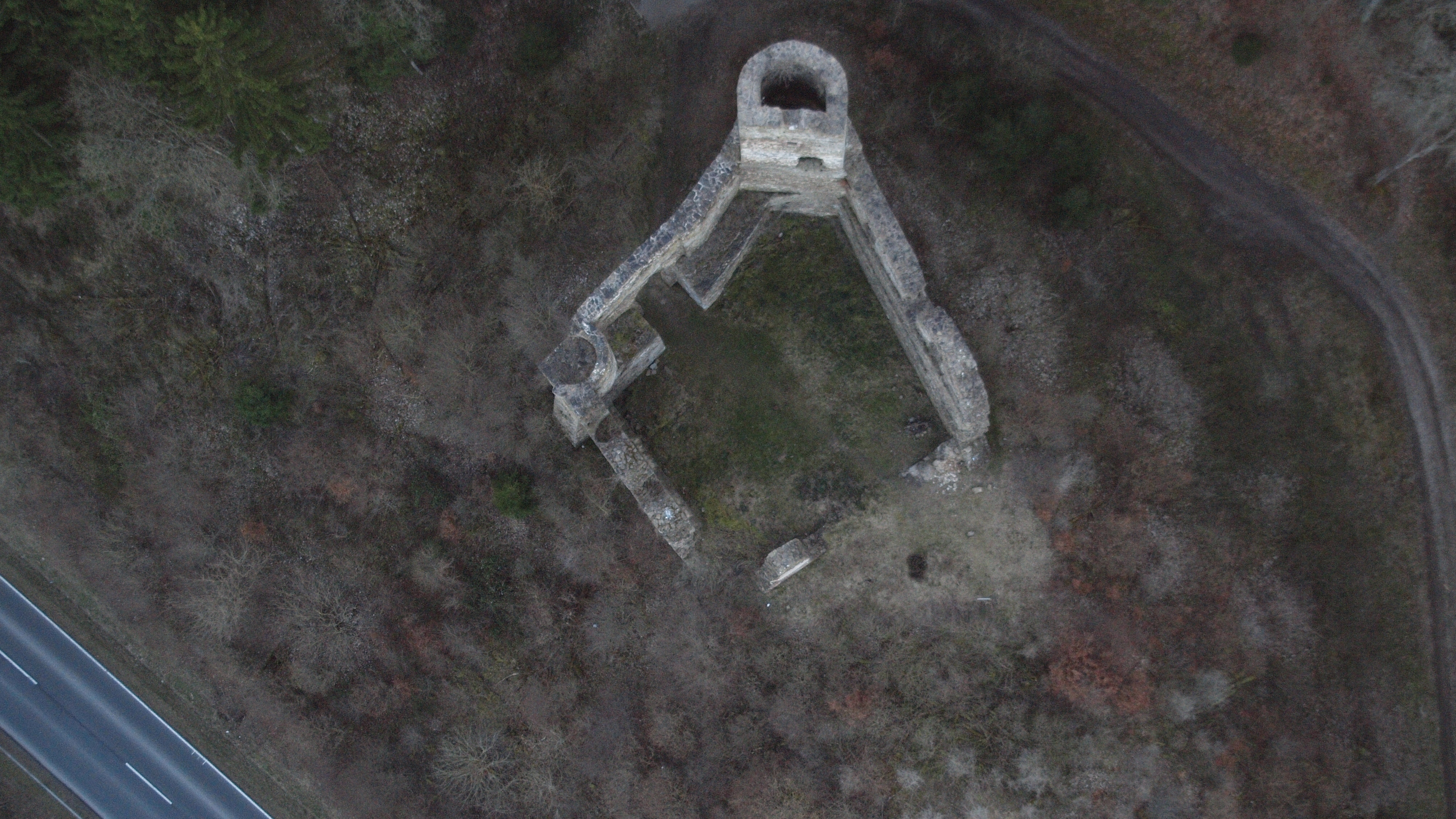
Burg Neublankenheim, Luftaufnahme 2014

## Heutiger Zustand
In den Jahren 2004–2006 fanden umfangreiche Sanierungsarbeiten statt. Diese hatten ausschließlich zum Ziel, das vorhandene Mauerwerk gegen weiteren Verfall zu sichern. Es ist somit kein Wiederaufbau erfolgt.
Burg Neublankenheim wird weder bewohnt noch bewirtschaftet. Sie ist als offene Ruine jederzeit frei zugänglich. Unterhalb der Burg an der Landesstraße 70 befindet sich ein Wanderparkplatz, der für die Sanierungsarbeiten angelegt wurde. Von hier führt ein Fußweg hinauf zur Ruine.
Durch das Ahbachtal in unmittelbarer Nähe der Ruine führen als markierte Wanderwege unter anderem der Geo-Pfad Hillesheim und der Eifelkrimi-Wanderweg. Die Burg ist der Handlungsort der Episode „Erste Küsse zwischen Ruinen“ nach der Vorlage von Jacques Berndorf. Ferner verlaufen der Kalkeifel-Radweg und die Mineralquellen-Route als „Themenrouten“ und Teilabschnitte eines überregionalen Fernradwegenetzes mit Anbindung an den nur wenige Kilometer weiter nördlich vorbeiführenden Ahrtal-Radweg unter teilweise Nutzung von Abschnitten der ehemaligen Bahntrasse der zurückgebauten (oberen) Ahrtalbahn im Streckenabschnitt zwischen Ahrhütte und Lissendorf hier entlang.

## Denkmalschutz
Die Ruine ist als Kulturdenkmal ausgewiesen und steht somit unter Denkmalschutz.

## Sage
Um die Burg rankt sich die Sage von der unglücklichen Liebe zwischen der jungen Grafentochter und dem armen Knecht.